# 호리에 다다오
호리에 다다오(일본어: 堀江 忠男, 1913년 9월 13일 ~ 2003년 3월 29일)는 일본의 전 축구 선수이다.

## 국가대표팀 경력
그는 1934년 극동 선수권 대회에 참가할 일본 국가대표팀에 발탁되었으며, 5월 15일 필리핀와의 경기에서 데뷔했다. 1936년 하계 올림픽에도 출전했다. 그는 1936년까지 국제 A매치 통산 3경기에 출전했다.

## 통계
| 일본 | 일본 | 일본 |
| 연도 | 출전 | 득점 |
| ---- | ---- | ---- |
| 1934 | 2    | 0    |
| 1935 | 0    | 0    |
| 1936 | 1    | 0    |
| 통산 | 3    | 0    |